# Imperia大廈
Imperia大廈（俄語：Империя）是位於俄羅斯莫斯科的一座摩天大樓，高239公尺、60層樓，於2011年完工。

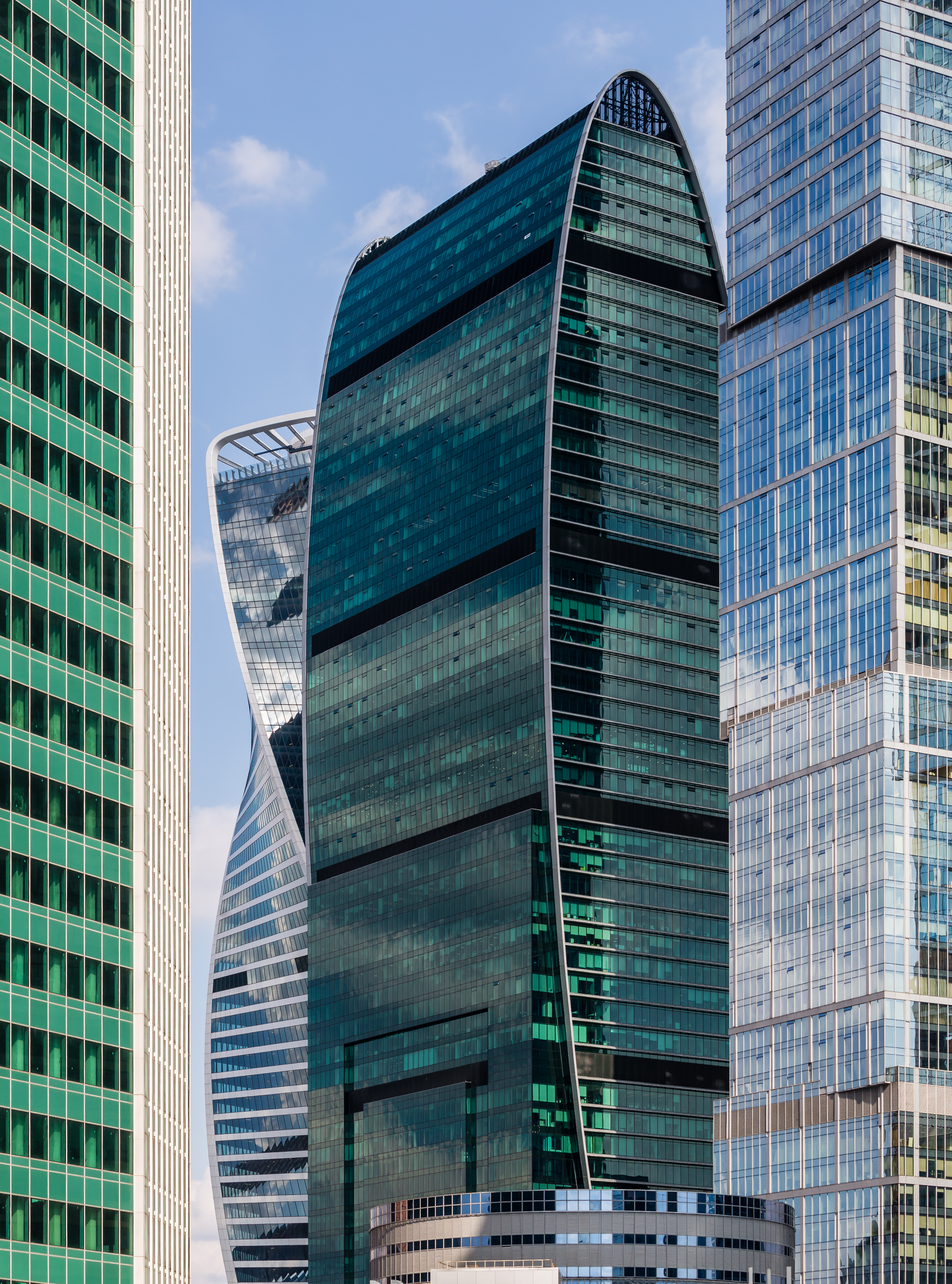
Imperia大廈